# Мальта (острів)
Ма́льта (мальт. Malta) — острів у Середземному морі, що входить до Мальтійського архіпелагу і є територією держави Мальти. Площа острова становить 246 км², що робить його найбільшим з архіпелагу.

## Рельєф
Для рельєфу острова характерні пагорби та терасові поля. Більшу частину поверхні займає вапнякове плато. На півночі береги пологі, плавно спускаються до моря, на півдні, навпаки, стрімкі та скелясті. Клімат середземноморський, літо сухе та спекотне, зима дощова, тепла та вітряна. Пересічні температури повітря у серпні +25 °C, у лютому +12 °C, опадів випадає приблизно 350 мм за рік. На острові помітна нестача питної води, постійних річок немає, а русла стають повноводними лише у дощові зимові дні. Тому воду привозять із Сицилії або опріснюють. З рослинності на острові зустрічаються сосни, пінії та жорстколисті дуби, але переважають ксерофітні чагарники.

## Річки
Найбільші річки: Айн-Ріхана, Джнейна, Іль-Асел, Іс-Седда, Ханзір.

## Миси
Миси:
- крайня східна точка — мис Іль-Гзіра
- крайня західна точка — мис Каміх
- крайня північна точка — мис Ахраш
- крайня південна точка — мис Іль-Арталь
- східні миси — Беньїса, Делімара, Зонкор, Іль-Калі, Іль-Муншар, Тумбрел, Шроб-іль-Аджін
- західні миси — Марфа, Рас-іль-Вахш, Рас-іль-Пелегрін, Рас-ін-Нішфа, Рас-ір-Рахеб
- північні миси — Дахлет-іш-Хілеп, Драгут, Каура, Крейтен, Ра-іль-Грібедж, Рас-іль-Іркіка, Сент-Елмо
- південні миси — Іль-Кулана, Іль-Мінкба, Рас-ід-Давара, Рас-іль-Каус

Береги порізані, місцями сильно, утворюють численні бухти: на півночі це Меліха, Рамла-Тат-Торі, Саліна, Сент-Полс; на сході — Іль-Хофра-іль-Кбіра, Марсаскала, Марсашлокк, Сент-Томас; на заході — Джнейна, Рас-ін-Нішфа, Фом-ір-Ріх, Чиркева; на півдні — Іль-Хнея та Іш-Шака.

## Історія
Люди заселяли Мальту приблизно з 5200 до н. е., коли мисливці кам'яної доби та фермери приїхали з Сицилії. Ранні неолітичні поселення були виявлені на відкритих майданчиках, а також в печерах, таких як Гар Далам. Близько 3500 до н. е., культура мегалітів будівельників храмів потім або витіснені або виникли. Вони побудували деякі з найстаріших існуючих, вільно стоять структур в світі у вигляді мегалітичних храмів, таких як Мнайдра. Після 2500 р.до н. е., Мальта була винищена, але незабаром стала домівкою поселенців бронзової доби, які влаштувалися в місцях, таких як Борг. Вони побудували перші укріплення на Мальті.
Пізніше Мальта перебувала під владою фінікійців, карфагенян, римлян, візантійців і арабів, перш ніж була зайнятою сицилійцями в 1091 році. Острів стає частиною Королівства Сицилії, поки не була передана ордену Святого Іоанна разом з Гозо і Триполі в 1530 році. В 1565 році, орден витримував велику османську навалу, яка увійшла в історію, як Облога Мальти у ході якої турки були змушені відступити. Орден керував Мальтою протягом 250 років і побудував багато великих архітектурних споруджень і укріплень, в тому числі столицю Валлетту. У 1798 році французи на чолі з Наполеоном Бонапартом зайняли Мальту і правили протягом 1798—1800. Перебування самого Наполеона тривало з 12-18 червня, коли він проживав в Палаццо Парізі в Валлетті. Французи залишалися на острові, поки мальтійці не повстали проти їх правління. У 1800 році англійці взяли під свій контроль Мальту і острів став британським протекторатом англійської корони. Англійці володарювали близько 150 років. Мальта стала незалежною в 1964 році. Десять років по тому держава Мальта стала Республікою Мальта, яка вступила в Європейський Союз в 2004 році і прийняла євро як валюту.

## Клімат
У Мальті субтропічний середземноморський клімат, з дуже м'якою зимою і теплим до спекотного літа. Дощі падають в основному в зимовий період, а літа переважно сухі. За даними International Living, Мальта є країною з найкращим кліматом в світі.
Середньорічна температура становить близько 23 ° C (73 ° F) протягом дня і 16 ° C (61 ° F), в нічний час. У найхолодніший місяць — січень — як правило, максимальна температура коливається від 12 до 20 ° C (від 54 до 68 ° F) протягом дня і мінімум від 7 до 12 ° C (від 45 до 54 ° F) в нічний час. У найтепліший місяць — серпень — як правило, максимальна температура коливається від 28 до 34 ° C (82 до 93 ° F) протягом дня і мінімум від 20 до 24 ° C (від 68 до 75 ° F) в нічний час. Взагалі — літо це курортний сезон, що триває до 8 місяців, починаючи з середини квітня при температурі 19-23 ° C (66-73 ° F) протягом дня і 13-14 ° C (55-57 ° F) в нічний час, закінчується в листопаді при температурі 17-23 ° C (63-73 ° F) протягом дня і 11-20 ° C (52-68 ° F) в нічний час, хоча і в інших 4-х місяцях температура іноді досягає 20 ° C (68 ° F). Серед усіх столиць континенту Європи, Валетта — столиця Мальти має найтепліші зими, з середньою температурою близько 16 ° C (61 ° F) протягом дня і 10 ° C (50 ° F) в нічний час в період Січень лютий. У березні та грудні середня температура становить близько 17 ° C (63 ° F) протягом дня і 11 ° C (52 ° F), в нічний час. Великі коливання температури трапляються рідко . Крім того, Мальта є одним з небагатьох місць в Європі, які є «зеленими» увесь рік.
Середньорічна температура морської води становить 20 ° C (68 ° F) (найвищий на континенті Європи), від 15 ° C (59 ° F) в лютому до 26 ° C (79 ° F) в серпні. Протягом 6 місяців — з червня по листопад. — Середня температура моря перевищує 20 ° C (68 ° F).

## Економіка
Головний острів Мальта робить значний внесок у загальну економіку країни, яка сама по собі класифікується як розвинена за даними Міжнародного валютного фонду. До 1800 року Мальта залежала від бавовни, тютюну і його верфей для експорту. Під час британського контролю, Мальта була базою для підтримки королівського флоту, особливо під час Кримської війни 1854. Економіка Мальти була форсована відкриттям Суецького каналу в 1869 році, як значне збільшення цивільного судноплавства. Кораблі зупиняються в доках Мальти для дозаправки, яка принесла додаткові прибутки островові. До кінця 19-го століття економіка почала знижуватися, і до 1940-го економіка Мальти була в серйозній кризі. Одним з факторів був більший діапазон нових торгових суден, які вимагають менш часті зупинки дозаправки. Економіка була збільшена ще раз після Другої світової війни, коли острів повинен був бути відновлений.
В даний час основними ресурсами Мальти є вапняк, вигідне географічне положення і продуктивна робоча сила. Мальта виробляє тільки близько 20 % своїх потреб у продовольстві, має обмежені запаси прісної води через посуху в літню пору і не має внутрішніх джерел енергії, в стороні від потенціалу для сонячної енергії від її рясного сонячного світла. Економіка залежить від зовнішньої торгівлі (яка виступає як точка вантажного перевалочного), виробництво (особливо електроніка і текстиль) і туризму.
В рамках підготовки до вступу Мальти в Європейському Союзі, який вона приєдналась 1 травня 2004 року, було приватизовано деякі державні фірми, ринки. Наприклад, уряд оголосив 8 січня 2007 року, що він продавав свої 40 % акцій MaltaPost, щоб завершити процес приватизації, що триває вже протягом останніх п'яти років. До 2010 року у Мальті приватизовані телекомунікації, поштові послуги, суднобудівні верфі і суднобудування.

## Кіновиробництво
Кіновиробництво є зростаючим внесоком у мальтійську економіку. Незважаючи на свої розміри, Мальта продовжує залучати міжнародні кінопроєкти з усього світу, і це найкраща реклама впевненості, що невелика країна може отримати від зарубіжних виробників. Перший фільм, знятий на Мальті був Сини моря в 1925 р. З тих пір понад 100 інших фільмів були частково або повністю створені на Мальті, в тому числі Мальтійські Історії (1953), Опівнічний експрес (1978), Гладіатор (2000), Мюнхені (2005), Світова війна (2013) і капітан Філліпс (2013).

## Туризм
Мальта є популярним місцем відпочинку туристів, острів приймає 1,2 млн туристів щороку. Кількість туристів, які відвідують острів втричі перевершує кількість населення. Інфраструктура туризму різко зросла за останні роки і ряд якісних готелів присутні на острові, хоча надрозвинену інфраструктуру і руйнування традиційного житла викликає чимраз більше занепокоєння. Все більше число мальтійців тепер їздить за кордон на відпочинок.
В останні роки Мальта рекламувала себе як медичний осередок туризму. Проте, жодна Мальтійська лікарня не піддалася незалежної міжнародної акредитації охорони здоров'я. Мальта має популярність серед британських туристів. До мальти щороку з радістю приїздить багато людей з метою відпочинку, оздоровлення і подорожей.

## Демографія
Самі мальтійці складають більшу частину населення острова. Проте, є меншини, найбільша з яких є англійці. За оцінками уряду 2013 року, населення Мальти склало 409,259 чоловік, у який мальтійці становлять близько 91,6 % від загальної чисельності населення країни. Найбільше місто Біркіркара з населенням 22,319. Округ Валлетта має відносно невелике населення 6675 чоловік.

## Мови
Основною мовою на Мальті є мальтійська, семітська, що походить із нині арабського діалекту. Мова має суттєві запозичення з сицилійської, італійської, французької, а останнім часом і все частіше, англійської. Гібридний характер мальтійців був встановлений тривалим періодом Мальтійсько-сицилійського
Євробарометр заявляє, що 100 % населення говорять мальтійською. Крім того, 88 % населення знають англійську 66 % італійську, і 17 % французьку. Це широко поширене знання інших мов робить Мальту одною з найбагатомовніших країн Європейського Союзу.

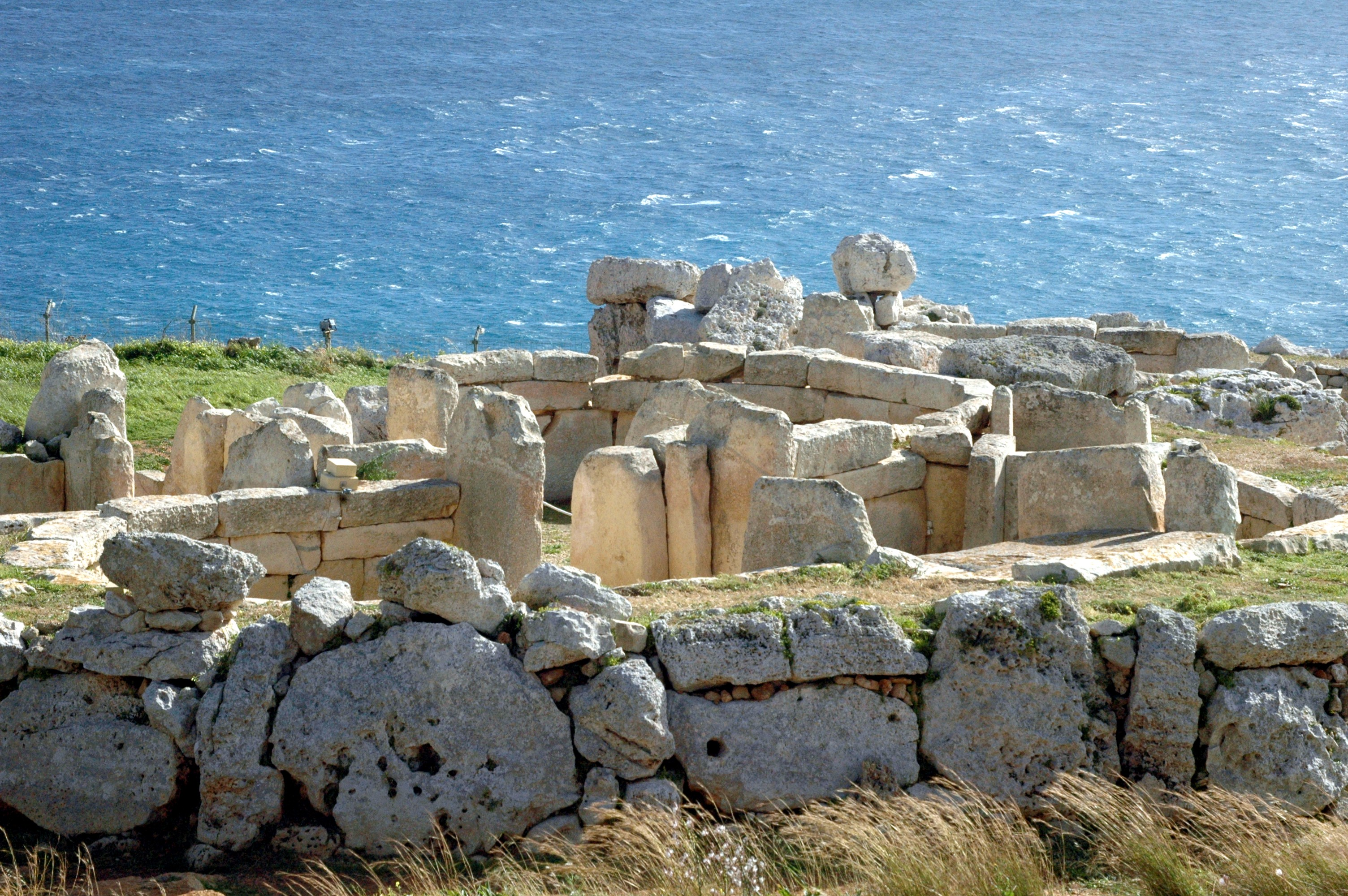
Мегалітичний храм
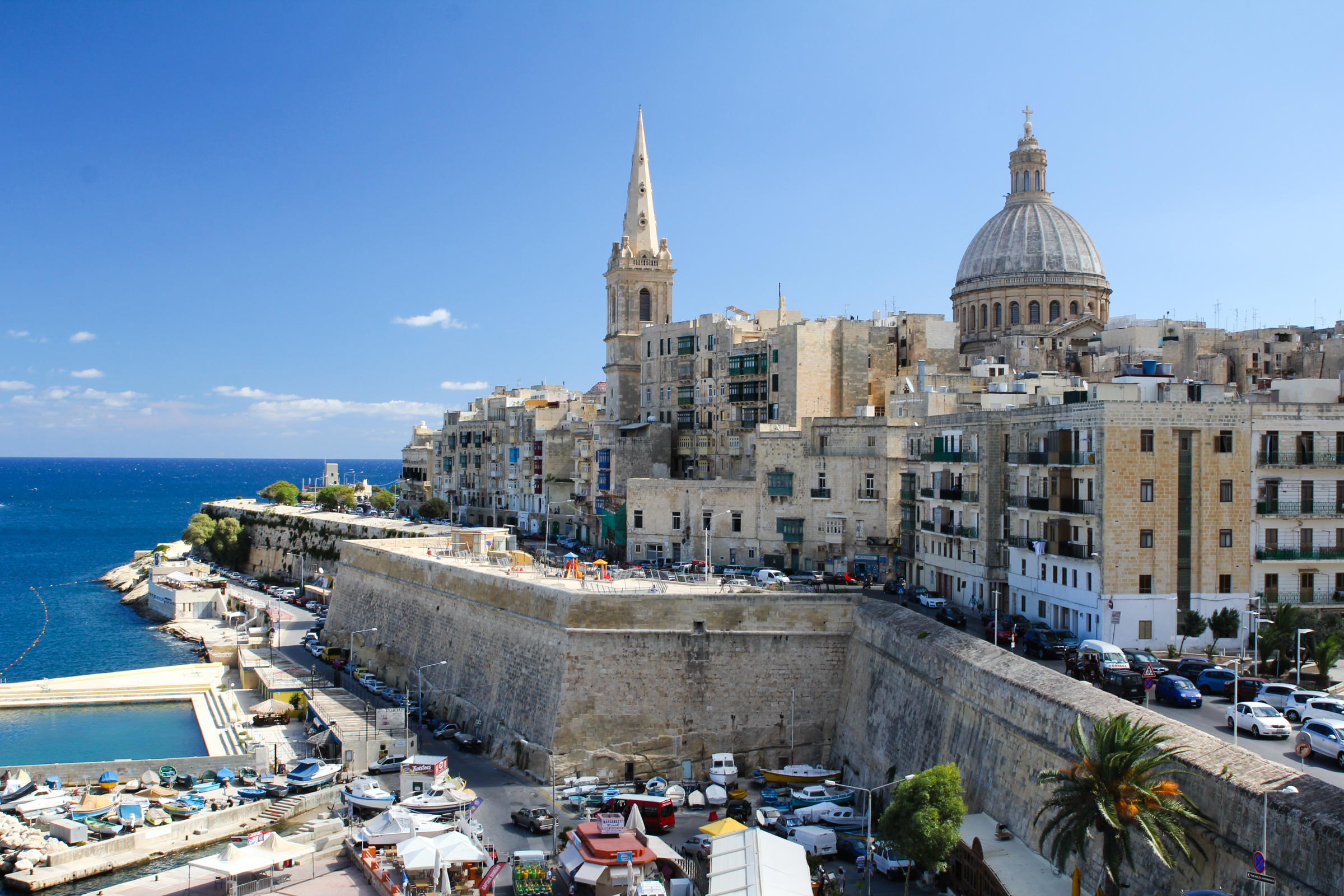
Місто Валета
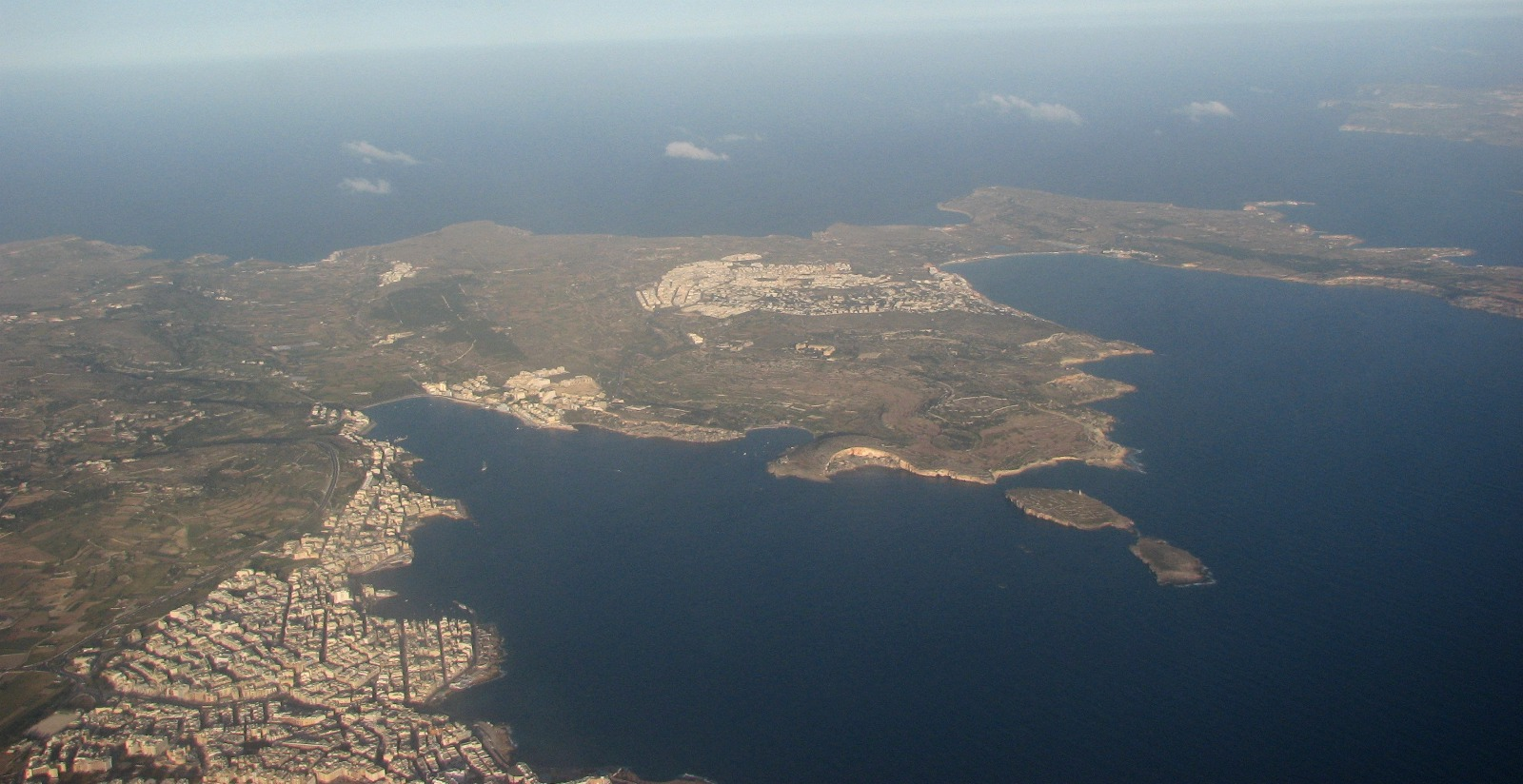
Північний півострів
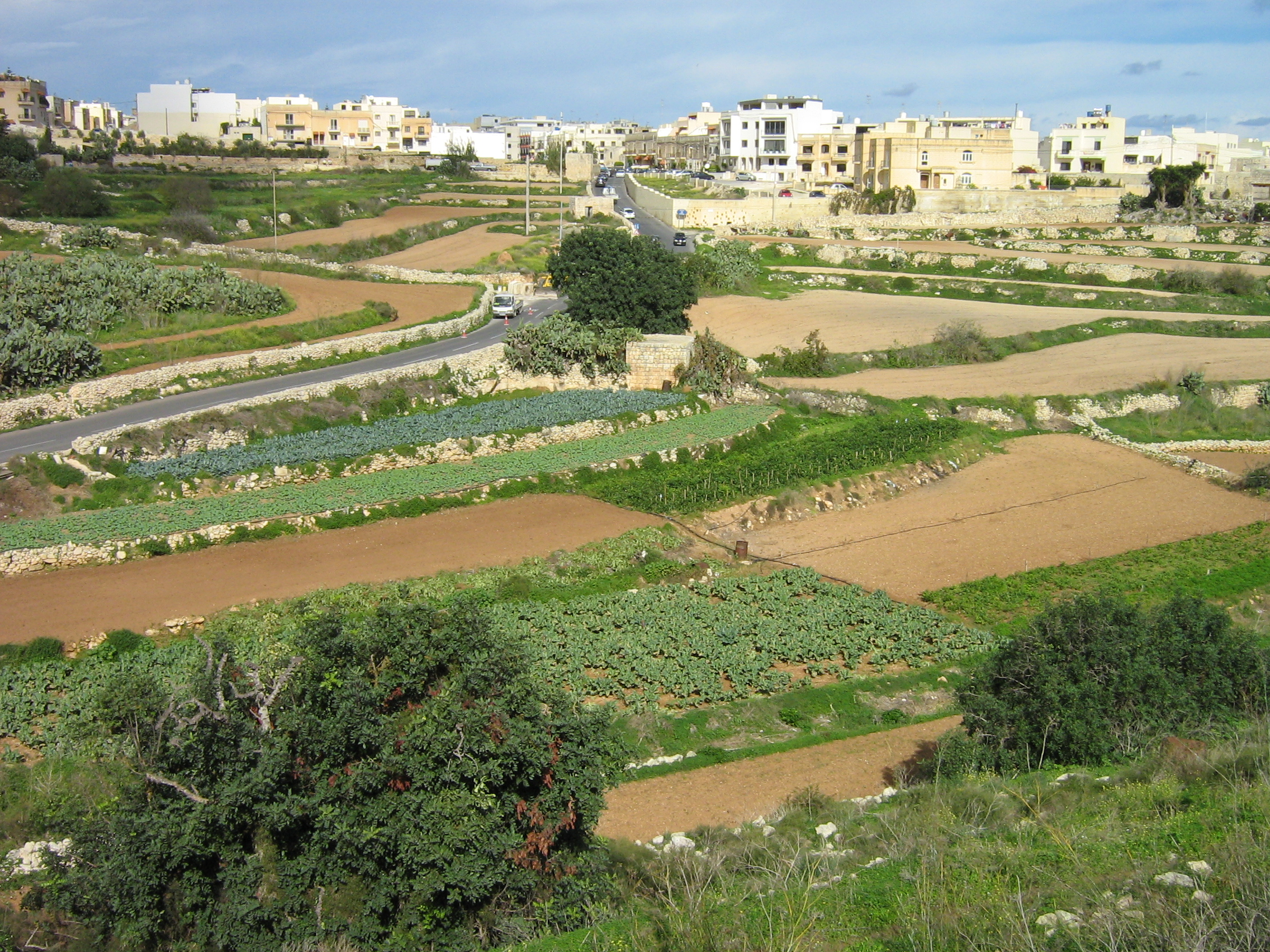
Поля на острові